# Santu Medero
Santu Medero (spanisch San Emeterio) ist eine von drei Parroquias in der Gemeinde Bimenes, der Autonomen Region Asturien in Spanien.

## Geographie
Santu Medero ist eine Parroquia mit 803 Einwohnern (2011) und einer Fläche von 15,53 km². Sie liegt auf 345 msnm. Rozadas ist der Verwaltungssitz der Parroquia. 

### Verkehrsanbindung
- Nächster internationaler Flugplatz:  Flughafen Asturias in Oviedo.
- Haltestellen der FEVE oder ALSA sind in jedem Ort.
- Eisenbahnanbindung an das Netz der Renfe in Martimporra

## Klima
Angenehm milde Sommer mit ebenfalls milden, selten strengen Wintern. 

## Dörfer und Weiler in der Parroquia
- La Solana - 6 Einwohner 2011
- Berizosa (La Brizosa) - 3 Einwohner 2011
- Cardeli (Cardili) - 11 Einwohner 2011 43° 18′ 53″ N, 5° 34′ 8″ W
- Castañera - 23 Einwohner 2011 43° 18′ 41″ N, 5° 32′ 41″ W
- Cirgüeyalín (El Cirueyalín) - 1 Einwohner 2011
- Compumiyar - 11 Einwohner 2011
- Cuestespines (Costispines) - 34 Einwohner 2011 43° 18′ 34″ N, 5° 34′ 29″ W
- El Caleyo (El Caliyu) - 23 Einwohner 2011 43° 18′ 30″ N, 5° 33′ 56″ W
- El Bocellal - 12 Einwohner 2011
- El Robledal (El Robedal) - 9 Einwohner 2011
- Fayacaba - unbewohnt 2011
- Fontanina (La Fontanina) - 52 Einwohner 2011
- Fontoria - 15 Einwohner 2011
- Mesnada (L'Ambesná) - 11 Einwohner 2011
- La Campa San Xuan - 6 Einwohner 2011
- La Casilla (La Casiilla) - 7 Einwohner 2011
- La Llera - 30 Einwohner 2011
- La Presa - 3 Einwohner 2011
- La Roza - unbewohnt 2011
- La Vara - 18 Einwohner 2011 43° 19′ 16″ N, 5° 35′ 2″ W
- La Velía - 8 Einwohner 2011
- Melendreros - 87 Einwohner 2011 43° 18′ 37″ N, 5° 32′ 2″ W
- Mellao (El Mayóu) - unbewohnt 2011
- Molín del Muriu - 6 Einwohner 2011
- Oñardi - 11 Einwohner 2011
- Peña Plano (La Peña'l Plonu) - 2 Einwohner 2011
- Pedrero (El Pedríu) - 35 Einwohner 2011 43° 18′ 53″ N, 5° 32′ 59″ W
- Piñera - 48 Einwohner 2011 43° 18′ 49″ N, 5° 33′ 40″ W
- Pumar (El Pumar) - 7 Einwohner 2011
- Rebollal (El Rebollal) - 9 Einwohner 2011 43° 18′ 53″ N, 5° 33′ 8″ W
- Recimuro (El Recimuru) - 1 Einwohner 2011  43° 18′ 3″ N, 5° 33′ 44″ W
- Robudiellu (El Rebudiillu) - 8 Einwohner 2011
- Rozadas (Rozaes) - 157 Einwohner 2011 43° 18′ 46″ N, 5° 33′ 59″ W
- Santa Gadía (Santagadía) - 47  Einwohner 2011 43° 18′ 10″ N, 5° 32′ 57″ W
- Segredal (El Segredal) - 3 Einwohner 2011 43° 18′ 29″ N, 5° 34′ 13″ W
- Sienra (Xenra) - 11 Einwohner 2011 43° 19′ 24″ N, 5° 33′ 58″ W
- Taballes (Tavayes) - 63 Einwohner 2011 43° 19′ 9″ N, 5° 34′ 30″ W
- Viñay (Viñái) - 25 Einwohner 2011 43° 18′ 40″ N, 5° 33′ 30″ W

## Sehenswürdigkeiten
- Kirche Santu Medero